# Rabe von Kalckreuth
Rabe von Kalckreuth (døbt 6. juni 1695 i Borre Kirke – 13. november 1743 i Assens) var en dansk officer, godsejer og legatstifter, bror til Samuel Ludwig von Kalckreuth.
Han var først kongelig page, blev 1711 løjtnant i 2. fynske Rytterregiment, 1715 i Hestgarden, 1721 major ved Schubarths (senere holstenske) Kyrasserregiment, 1732 oberstløjtnant og 1737 oberst. Rabe von Kalckreuth, der døde ugift i Assens 13. november 1743, ejede Hellestrup i Alsted Herred og Nidløsegård i Merløse Herred på Sjælland, hvilke godser han legerede til en stiftelse for 10 aldrende og trængende, vel fortjente officerer «eller andre skikkelige Mennesker» og 10 fattige på godserne, ligesom han traf en række bestemmelser for at sikre en human behandling af fæsterne. Godserne blev 1751 henlagt under Sorø Akademi med de dem efter Kalckreuths testamente påhvilende forpligtelser.
Han er begravet i Store Fuglede Kirke i Flinterup.